# Jalpaiguri (distrikt)
Jalpaiguri  är ett distrikt i den indiska delstaten Västbengalen. Den administrativa huvudorten är staden Jalpaiguri. Distriktets befolkning uppgick till cirka 3,4 miljoner invånare vid folkräkningen 2001. 

## Administrativ indelning
Distriktet är indelat i fyra delområden:
- Alipurduar
- Jalpaiguri Sadar
- Mainaguri
- Malbazar

## Urbanisering
Distriktets urbaniseringsgrad uppgick till 17,84 % vid folkräkningen 2001. Den administrativa huvudorten är Jalpaiguri, och den största staden är Siliguri. Ytterligare femton samhällen har urban status:
- Alipurduar, Alipurduar Railway Junction, Banarhat Tea Garden, Bholar Dabri, Chechakhata, Dhupguri, Falakata, Gairkata, Jaygaon, Mainaguri, Mal, Paschim Jitpur, Sobhaganj, Uttar Kamakhyaguri, Uttar Latabari